# یواس‌اس دونالد دبلیو وولف (ای‌پی‌دی-۱۲۹)
یواس‌اس دونالد دبلیو وولف (ای‌پی‌دی-۱۲۹) (به انگلیسی: USS Donald W. Wolf (APD-129)) یک کشتی بود که طول آن ۳۰۶ فوت (۹۳ متر) بود. این کشتی در سال ۱۹۴۴ ساخته شد.